# Interlands Ecuadoraans voetbalelftal 1970-1979
Deze pagina toont een chronologisch en gedetailleerd overzicht van de interlands die het Ecuadoraans voetbalelftal speelde in de periode 1980 – 1989.

## Interlands

### 1970
|                                                  |         |                               |          |                                                                                             |
| 24 mei Vriendschappelijk № 82 «onderlinge duels» | Ecuador | 0 – 2                         | Engeland | Estadio Olimpico Atahualpa, Quito Toeschouwers: 29.706 Scheidsrechter: Alberto Tejada (PER) |
| 24 mei Vriendschappelijk № 82 «onderlinge duels» |         | 4' Francis Lee 75' Brian Kidd |          | Estadio Olimpico Atahualpa, Quito Toeschouwers: 29.706 Scheidsrechter: Alberto Tejada (PER) |

### 1971
- Geen officiële interlands gespeeld

### 1972
|                                                    |                                                  |       |         |                                                                                       |
| 11 juni Taça Independência № 83 «onderlinge duels» | Portugal                                         | 3 – 0 | Ecuador | Estádio João Machado, Natal Toeschouwers: 29.706 Scheidsrechter: Ángel Coerezza (ARG) |
| 11 juni Taça Independência № 83 «onderlinge duels» | Eusébio 37' Joaquim Dinis 53' Tamagnini Nene 77' |       |         | Estádio João Machado, Natal Toeschouwers: 29.706 Scheidsrechter: Ángel Coerezza (ARG) |

|                                                    |                                       |       |                 |                                                                                             |
| 14 juni Taça Independência № 84 «onderlinge duels» | Chili                                 | 2 – 1 | Ecuador         | Estádio João Machado, Natal Toeschouwers: 16.104 Scheidsrechter: Romualdo Arppi Filho (BRA) |
| 14 juni Taça Independência № 84 «onderlinge duels» | Carlos Caszely ??' Julio Crisosto ??' |       | ??' Félix Lasso | Estádio João Machado, Natal Toeschouwers: 16.104 Scheidsrechter: Romualdo Arppi Filho (BRA) |

|                                                    |                                    |       |                                                         |                                                                                            |
| 18 juni Taça Independência № 85 «onderlinge duels» | Ecuador                            | 2 – 3 | Ierland                                                 | Estádio João Machado, Natal Toeschouwers: onbekend Scheidsrechter: Michel Kitabdjian (FRA) |
| 18 juni Taça Independência № 85 «onderlinge duels» | Miguel Coronel 36' Félix Lasso 45' |       | 12' Eamonn Rogers 61' Mick Martin 88' Turlough O'Connor | Estádio João Machado, Natal Toeschouwers: onbekend Scheidsrechter: Michel Kitabdjian (FRA) |

|                                                    |                |       |                 |                                                                             |
| 21 juni Taça Independência № 86 «onderlinge duels» | Iran           | 1 – 1 | Ecuador         | Estádio Isle Retiro, Recife Toeschouwers: onbekend Scheidsrechter: onbekend |
| 21 juni Taça Independência № 86 «onderlinge duels» | Ali Parvin ??' |       | ??' Félix Lasso | Estádio Isle Retiro, Recife Toeschouwers: onbekend Scheidsrechter: onbekend |

### 1973
|                                                       |                 |       |                                |                                                                                           |
| 18 februari Vriendschappelijk № 87 «onderlinge duels» | Ecuador         | 1 – 1 | Duitse Democratische Republiek | Estadio Olimpico Atahualpa, Quito Toeschouwers: 40.000 Scheidsrechter: Luis Naranjo (ECU) |
| 18 februari Vriendschappelijk № 87 «onderlinge duels» | Jorge Tapia 73' |       | 3' Hans-Jürgen Kreische        | Estadio Olimpico Atahualpa, Quito Toeschouwers: 40.000 Scheidsrechter: Luis Naranjo (ECU) |

|                                                    |                  |       |                    |                                                                                     |
| 24 april Vriendschappelijk № 88 «onderlinge duels» | Ecuador          | 1 – 1 | Chili              | Estadio Modelo, Guayaquil Toeschouwers: 32.000 Scheidsrechter: Eduardo Rendón (ECU) |
| 24 april Vriendschappelijk № 88 «onderlinge duels» | Marcos Guime ??' |       | ??' Carlos Caszely | Estadio Modelo, Guayaquil Toeschouwers: 32.000 Scheidsrechter: Eduardo Rendón (ECU) |

|                                                    |                                                             |       |                                                          |                                                                                        |
| 29 april Vriendschappelijk № 89 «onderlinge duels» | Bolivia                                                     | 3 – 3 | Ecuador                                                  | Estadio Hernando Siles , La Paz Toeschouwers: 13.000 Scheidsrechter: Ocar Ortubé (BOL) |
| 29 april Vriendschappelijk № 89 «onderlinge duels» | Juan Fernández ??' Nicolas Linares ??' Porfirio Jimenez ??' |       | ??' Marcos Guime ??' Ítalo Estupiñán ??' Ítalo Estupiñán | Estadio Hernando Siles , La Paz Toeschouwers: 13.000 Scheidsrechter: Ocar Ortubé (BOL) |

|                                                 |         |       |         |                                                                                   |
| 6 mei Vriendschappelijk № 90 «onderlinge duels» | Ecuador | 0 – 0 | Bolivia | Estadio Olimpico Atahualpa, Quito Toeschouwers: onbekend Scheidsrechter: onbekend |
| 6 mei Vriendschappelijk № 90 «onderlinge duels» |         |       |         | Estadio Olimpico Atahualpa, Quito Toeschouwers: onbekend Scheidsrechter: onbekend |

|                                                  |                       |       |                                            |                                                                                     |
| 12 mei Vriendschappelijk № 91 «onderlinge duels» | Haïti                 | 1 – 2 | Ecuador                                    | Sylvio Catorstadion, Port-au-Prince Toeschouwers: onbekend Scheidsrechter: onbekend |
| 12 mei Vriendschappelijk № 91 «onderlinge duels» | Claude Barthelemy ??' |       | ??' Cristobal Mantilla ??' Ítalo Estupiñán | Sylvio Catorstadion, Port-au-Prince Toeschouwers: onbekend Scheidsrechter: onbekend |

|                                                  |                          |       |         |                                                                                     |
| 15 mei Vriendschappelijk № 92 «onderlinge duels» | Haïti                    | 1 – 0 | Ecuador | Sylvio Catorstadion, Port-au-Prince Toeschouwers: onbekend Scheidsrechter: onbekend |
| 15 mei Vriendschappelijk № 92 «onderlinge duels» | doelpuntenmaker onbekend |       |         | Sylvio Catorstadion, Port-au-Prince Toeschouwers: onbekend Scheidsrechter: onbekend |

|                                                 |                      |       |                      |                                                                                   |
| 21 juni WK-kwalificatie № 93 «onderlinge duels» | Colombia             | 1 – 1 | Ecuador              | Estadio El Campín, Bogotá Toeschouwers: 43.497 Scheidsrechter: César Orozco (PER) |
| 21 juni WK-kwalificatie № 93 «onderlinge duels» | Willington Ortiz 44' |       | 72' Washington Muñoz | Estadio El Campín, Bogotá Toeschouwers: 43.497 Scheidsrechter: César Orozco (PER) |

|                                                 |                             |       |                      |                                                                                     |
| 28 juni WK-kwalificatie № 94 «onderlinge duels» | Ecuador                     | 1 – 1 | Colombia             | Estadio Modelo, Guayaquil Toeschouwers: 46.979 Scheidsrechter: Luis Pestarino (ARG) |
| 28 juni WK-kwalificatie № 94 «onderlinge duels» | Washington Muñoz 29' (pen.) |       | 50' Willington Ortiz | Estadio Modelo, Guayaquil Toeschouwers: 46.979 Scheidsrechter: Luis Pestarino (ARG) |

|                                                |                     |       |                                      |                                                                                           |
| 1 juli WK-kwalificatie № 95 «onderlinge duels» | Ecuador             | 1 – 2 | Uruguay                              | Estadio Modelo, Guayaquil Toeschouwers: 43.075 Scheidsrechter: Romualdo Arppi Filho (BRA) |
| 1 juli WK-kwalificatie № 95 «onderlinge duels» | Ítalo Estupiñán 35' |       | 41' Luis Cubilla 74' Fernando Morena | Estadio Modelo, Guayaquil Toeschouwers: 43.075 Scheidsrechter: Romualdo Arppi Filho (BRA) |

|                                                |                                                                         |       |         |                                                                                      |
| 8 juli WK-kwalificatie № 96 «onderlinge duels» | Uruguay                                                                 | 4 – 0 | Ecuador | Estadio Centenario, Montevideo Toeschouwers: 33.033 Scheidsrechter: José Romei (PAR) |
| 8 juli WK-kwalificatie № 96 «onderlinge duels» | Fernando Morena 4' Fernando Morena 27' Luis Cubilla 31' Denís Milar 62' |       |         | Estadio Centenario, Montevideo Toeschouwers: 33.033 Scheidsrechter: José Romei (PAR) |

### 1974
- Geen officiële interlands gespeeld

### 1975
|                                                   | |       |      |                                                                                          |
| 22 juni Vriendschappelijk № 97 «onderlinge duels» | Ecuador | 6 – 0 | Peru | Estadio Olimpico Atahualpa, Quito Toeschouwers: 25.000 Scheidsrechter: René Torres (ECU) |
| 22 juni Vriendschappelijk № 97 «onderlinge duels» | Fabián Paz y Miño 15' Gonzalo Castañeda 33' Félix Lasso 35' Fabián Paz y Miño 47' Paul Carrera 55' Paul Carrera 71' |       |      | Estadio Olimpico Atahualpa, Quito Toeschouwers: 25.000 Scheidsrechter: René Torres (ECU) |

|                                                   |                     |       |      |                                                                                     |
| 25 juni Vriendschappelijk № 98 «onderlinge duels» | Ecuador             | 1 – 0 | Peru | Estadio Modelo, Guayaquil Toeschouwers: 23.000 Scheidsrechter: Eduardo Rendón (ECU) |
| 25 juni Vriendschappelijk № 98 «onderlinge duels» | Carlos René Ron 80' |       |      | Estadio Modelo, Guayaquil Toeschouwers: 23.000 Scheidsrechter: Eduardo Rendón (ECU) |

|                                                  |                                                |       |         |                                                                                 |
| 1 juli Vriendschappelijk № 99 «onderlinge duels» | Peru                                           | 2 – 0 | Ecuador | Estadio Nacional, Lima Toeschouwers: 23.000 Scheidsrechter: Carlos Rivero (PER) |
| 1 juli Vriendschappelijk № 99 «onderlinge duels» | Juan Carlos Oblitas 14' Rubén Toribio Díaz 76' |       |         | Estadio Nacional, Lima Toeschouwers: 23.000 Scheidsrechter: Carlos Rivero (PER) |

|                                                   |                      |       |         |                                                                                  |
| 9 juli Vriendschappelijk № 100 «onderlinge duels» | Bolivia              | 1 – 0 | Ecuador | Estadio Félix Capriles, Cochabamba Toeschouwers: 18.000 Scheidsrechter: onbekend |
| 9 juli Vriendschappelijk № 100 «onderlinge duels» | Porfirio Jimenez ??' |       |         | Estadio Félix Capriles, Cochabamba Toeschouwers: 18.000 Scheidsrechter: onbekend |

|                                               |                                       |       |                                               |                                                                                     |
| 24 juli Copa América № 101 «onderlinge duels» | Ecuador                               | 2 – 2 | Paraguay                                      | Estadio Modelo, Guayaquil Toeschouwers: 50.000 Scheidsrechter: Mario Fiorenza (VEN) |
| 24 juli Copa América № 101 «onderlinge duels» | Félix Lasso 38' Gonzalo Castañeda 47' |       | 16' Hugo Enrique Kiese 87' Hugo Enrique Kiese | Estadio Modelo, Guayaquil Toeschouwers: 50.000 Scheidsrechter: Mario Fiorenza (VEN) |

|                                               |                  |       |                                                            | |
| 27 juli Copa América № 102 «onderlinge duels» | Ecuador          | 1 – 3 | Colombia                                                   | Estadio Olimpico Atahualpa, Quito Toeschouwers: 45.000 Scheidsrechter: Miguel Ángel Comesaña (ARG) |
| 27 juli Copa América № 102 «onderlinge duels» | Polo Carrera 40' |       | 15' Willington Ortiz 72' Eduardo Retat 84' Ponciano Castro | Estadio Olimpico Atahualpa, Quito Toeschouwers: 45.000 Scheidsrechter: Miguel Ángel Comesaña (ARG) |

|                                                  |                                    |       |         |                                                                                         |
| 7 augustus Copa América № 103 «onderlinge duels» | Colombia                           | 2 – 0 | Ecuador | Estadio El Campín, Bogotá Toeschouwers: 50.000 Scheidsrechter: Juan Carlos Robles (CHI) |
| 7 augustus Copa América № 103 «onderlinge duels» | Ernesto Díaz 7' Osvaldo Calero 67' |       |         | Estadio El Campín, Bogotá Toeschouwers: 50.000 Scheidsrechter: Juan Carlos Robles (CHI) |

|                                                   |                                                       |       |                       |                                                                                                   |
| 10 augustus Copa América № 104 «onderlinge duels» | Paraguay                                              | 3 – 1 | Ecuador               | Estadio Defensores del Chaco, Asunción Toeschouwers: 10.000 Scheidsrechter: Armando Marques (BRA) |
| 10 augustus Copa América № 104 «onderlinge duels» | Carlos Báez 21' Clemente Rolón 39' Clemente Rolón 58' |       | 31' Gonzalo Castañeda | Estadio Defensores del Chaco, Asunción Toeschouwers: 10.000 Scheidsrechter: Armando Marques (BRA) |

### 1976
|                                                       |                                         |       |                           |                                                                         |
| 20 oktober Vriendschappelijk № 105 «onderlinge duels» | Ecuador                                 | 2 – 2 | Uruguay                   | Estadio Modelo, Guayaquil Toeschouwers: 23.000 Scheidsrechter: onbekend |
| 20 oktober Vriendschappelijk № 105 «onderlinge duels» | José Villafuerte ??' Ángel Liciardi ??' |       | doelpuntenmakers onbekend | Estadio Modelo, Guayaquil Toeschouwers: 23.000 Scheidsrechter: onbekend |

### 1977
|                                                      |                     |       |                    |                                                                                |
| 4 januari Vriendschappelijk № 106 «onderlinge duels» | Uruguay             | 1 – 1 | Ecuador            | Estadio Centenario, Montevideo Toeschouwers: onbekend Scheidsrechter: onbekend |
| 4 januari Vriendschappelijk № 106 «onderlinge duels» | Fernando Morena ??' |       | ??' Ángel Liciardi | Estadio Centenario, Montevideo Toeschouwers: onbekend Scheidsrechter: onbekend |

|                                                      |                                      |       |         |                                                                                        |
| 9 januari Vriendschappelijk № 107 «onderlinge duels» | Paraguay                             | 2 – 0 | Ecuador | Estadio Defensores del Chaco, Asunción Toeschouwers: onbekend Scheidsrechter: onbekend |
| 9 januari Vriendschappelijk № 107 «onderlinge duels» | Arecio Colmán ??' Osvaldo Aquino ??' |       |         | Estadio Defensores del Chaco, Asunción Toeschouwers: onbekend Scheidsrechter: onbekend |

|                                                       |          |                    |         |                                                                                          |
| 16 januari Vriendschappelijk № 108 «onderlinge duels» | Colombia | 0 – 1              | Ecuador | Estadio El Campín, Bogota Toeschouwers: 50.000 Scheidsrechter: Guillermo Velasquez (COL) |
| 16 januari Vriendschappelijk № 108 «onderlinge duels» |          | 44' Ángel Liciardi |         | Estadio El Campín, Bogota Toeschouwers: 50.000 Scheidsrechter: Guillermo Velasquez (COL) |

|                                                       |                  |       |         |                                                                                     |
| 20 januari Vriendschappelijk № 109 «onderlinge duels» | Venezuela        | 1 – 0 | Ecuador | Estadio José Antonio Páez, Acarigua Toeschouwers: onbekend Scheidsrechter: onbekend |
| 20 januari Vriendschappelijk № 109 «onderlinge duels» | Ricardo Moss ??' |       |         | Estadio José Antonio Páez, Acarigua Toeschouwers: onbekend Scheidsrechter: onbekend |

|                                                       |                                                                                  |       |                   |                                                                                          |
| 26 januari Vriendschappelijk № 110 «onderlinge duels» | Ecuador                                                                          | 4 – 1 | Colombia          | Estadio Olimpico Atahualpa, Quito Toeschouwers: 26.000 Scheidsrechter: René Torres (ECU) |
| 26 januari Vriendschappelijk № 110 «onderlinge duels» | José Villafuerte 61' Ángel Liciardi 71' Ángel Liciardi 88' Jorge Vinicio Ron 89' |       | 10' Eduardo Retat | Estadio Olimpico Atahualpa, Quito Toeschouwers: 26.000 Scheidsrechter: René Torres (ECU) |

|                                                        |                                       |       |                   |                                                                                   |
| 13 februari Vriendschappelijk № 111 «onderlinge duels» | Ecuador                               | 2 – 1 | Paraguay          | Estadio Olimpico Atahualpa, Quito Toeschouwers: onbekend Scheidsrechter: onbekend |
| 13 februari Vriendschappelijk № 111 «onderlinge duels» | Ángel Liciardi ??' Ángel Liciardi ??' |       | ??' Juan Espinola | Estadio Olimpico Atahualpa, Quito Toeschouwers: onbekend Scheidsrechter: onbekend |

|                                                      |                       |       |                         |                                                                                             |
| 20 februari WK-kwalificatie № 112 «onderlinge duels» | Ecuador               | 1 – 1 | Peru                    | Estadio Olimpico Atahualpa, Quito Toeschouwers: 39.576 Scheidsrechter: Agomar Martins (BRA) |
| 20 februari WK-kwalificatie № 112 «onderlinge duels» | Fabián Paz y Miño 81' |       | 42' Juan Carlos Oblitas | Estadio Olimpico Atahualpa, Quito Toeschouwers: 39.576 Scheidsrechter: Agomar Martins (BRA) |

|                                                      |         |                         |       |                                                                                   |
| 27 februari WK-kwalificatie № 113 «onderlinge duels» | Ecuador | 0 – 1                   | Chili | Estadio Modelo, Guayaquil Toeschouwers: 51.200 Scheidsrechter: Jorge Romero (ARG) |
| 27 februari WK-kwalificatie № 113 «onderlinge duels» |         | 33' Miguel Ángel Gamboa |       | Estadio Modelo, Guayaquil Toeschouwers: 51.200 Scheidsrechter: Jorge Romero (ARG) |

|                                                   |                                                                                        |       |         |                                                                                  |
| 12 maart WK-kwalificatie № 114 «onderlinge duels» | Peru                                                                                   | 4 – 0 | Ecuador | Estadio Nacional, Lima Toeschouwers: 43.319 Scheidsrechter: Luis Barrancos (BOL) |
| 12 maart WK-kwalificatie № 114 «onderlinge duels» | José Velásquez 19' Juan Carlos Oblitas 48' Juan Carlos Oblitas 50' Alejandro Luces 63' |       |         | Estadio Nacional, Lima Toeschouwers: 43.319 Scheidsrechter: Luis Barrancos (BOL) |

|                                                   |                                                          |       |         |                                                                                         |
| 20 maart WK-kwalificatie № 115 «onderlinge duels» | Chili                                                    | 3 – 0 | Ecuador | Estadio Nacional, Santiago Toeschouwers: 15.571 Scheidsrechter: Vicente Llobregat (VEN) |
| 20 maart WK-kwalificatie № 115 «onderlinge duels» | Elías Figueroa 29' Osvaldo Castro 40' Elías Figueroa 55' |       |         | Estadio Nacional, Santiago Toeschouwers: 15.571 Scheidsrechter: Vicente Llobregat (VEN) |

### 1978
- Geen officiële interlands gespeeld

### 1979
|                                                    |       |       |         |                                                                                      |
| 13 juni Vriendschappelijk № 116 «onderlinge duels» | Chili | 0 – 0 | Ecuador | Estadio Nacional, Santiago Toeschouwers: onbekend Scheidsrechter: Jorge Romero (ARG) |
| 13 juni Vriendschappelijk № 116 «onderlinge duels» |       |       |         | Estadio Nacional, Santiago Toeschouwers: onbekend Scheidsrechter: Jorge Romero (ARG) |

|                                                    |                                         |       |                     |                                                                                               |
| 21 juni Vriendschappelijk № 117 «onderlinge duels» | Ecuador                                 | 2 – 1 | Chili               | Estadio Modelo, Guayaquil Toeschouwers: onbekend Scheidsrechter: José Francisco Ramírez (PER) |
| 21 juni Vriendschappelijk № 117 «onderlinge duels» | Carlos Torres ??' Jorge Vinicio Ron ??' |       | ??' Gustavo Moscoso | Estadio Modelo, Guayaquil Toeschouwers: onbekend Scheidsrechter: José Francisco Ramírez (PER) |

|                                                    |                                        |       |                        |                                                                                      |
| 11 juli Vriendschappelijk № 118 «onderlinge duels» | Peru                                   | 2 – 1 | Ecuador                | Estadio Nacional, Lima Toeschouwers: onbekend Scheidsrechter: Carlos Montalván (PER) |
| 11 juli Vriendschappelijk № 118 «onderlinge duels» | Juan José Oré 18' Roberto Mosquera 27' |       | 50' Cristóbal Mantilla | Estadio Nacional, Lima Toeschouwers: onbekend Scheidsrechter: Carlos Montalván (PER) |

|                                                       |                                           |       |                    |                                                                                               |
| 8 augustus Vriendschappelijk № 119 «onderlinge duels» | Ecuador                                   | 2 – 1 | Peru               | Estadio Olímpico Atahualpa, Quito Toeschouwers: onbekend Scheidsrechter: Adolfo Quirola (ECU) |
| 8 augustus Vriendschappelijk № 119 «onderlinge duels» | Jorge Luis Alarcón 13' Flavio Perlaza 60' |       | 27' Freddy Ravello | Estadio Olímpico Atahualpa, Quito Toeschouwers: onbekend Scheidsrechter: Adolfo Quirola (ECU) |

|                                                   |                          |       |                                                |                                                                                              |
| 29 augustus Copa América № 120 «onderlinge duels» | Ecuador                  | 1 – 2 | Paraguay                                       | Estadio Olímpico Atahualpa, Quito Toeschouwers: 45.000 Scheidsrechter: Carlos Espósito (ARG) |
| 29 augustus Copa América № 120 «onderlinge duels» | Carlos Torres 64' (pen.) |       | 22' Hugo Ricardo Talavera 77' Alicio Solalinde | Estadio Olímpico Atahualpa, Quito Toeschouwers: 45.000 Scheidsrechter: Carlos Espósito (ARG) |

|                                                   |                                        |       |                               |                                                                                                   |
| 5 september Copa América № 121 «onderlinge duels» | Ecuador                                | 2 – 1 | Uruguay                       | Estadio Olímpico Atahualpa, Quito Toeschouwers: 30.000 Scheidsrechter: Romualdo Arppi Filho (BRA) |
| 5 september Copa América № 121 «onderlinge duels» | Mario Tenorio 6' Jorge Luis Alarcón 9' |       | 79' (pen.) Waldemar Victorino | Estadio Olímpico Atahualpa, Quito Toeschouwers: 30.000 Scheidsrechter: Romualdo Arppi Filho (BRA) |

|                                                    |                                       |       |         |                                                                                               |
| 13 september Copa América № 122 «onderlinge duels» | Paraguay                              | 2 – 0 | Ecuador | Estadio Defensores del Chaco, Asunción Toeschouwers: 25.000 Scheidsrechter: Abel Gnecco (ARG) |
| 13 september Copa América № 122 «onderlinge duels» | Eugenio Morel 27' Juvencio Osorio 48' |       |         | Estadio Defensores del Chaco, Asunción Toeschouwers: 25.000 Scheidsrechter: Abel Gnecco (ARG) |

|                                                    |                                               |       |                    |                                                                                          |
| 16 september Copa América № 123 «onderlinge duels» | Uruguay                                       | 2 – 1 | Ecuador            | Estadio Centenario, Montevideo Toeschouwers: 25.000 Scheidsrechter: Oscar Scolfaro (BRA) |
| 16 september Copa América № 123 «onderlinge duels» | Alberto Bica 4' Waldemar Victorino 57' (pen.) |       | 77' Fausto Klinger | Estadio Centenario, Montevideo Toeschouwers: 25.000 Scheidsrechter: Oscar Scolfaro (BRA) |

FEF · A-internationals · Bondscoaches · Selecties · Statistieken · Ecuadoraans vrouwenelftal · Olympisch elftal · Ecuador U21 · Ecuador U20 · Ecuador U18 · Ecuador U17
1938 – 1949 ·
1950 – 1959 ·
1960 – 1969 ·
1970 – 1979 ·
1980 – 1989 ·
1990 – 1999 ·
2000 – 2009 ·
2010 – 2019 ·
2020 − 2029
WK 2002 · 
WK 2006 · 
WK 2014
1938 · 
1939 · 
1940 · 
1941 · 
1942 · 
1943 · 1944 · 
1945 · 
1946 · 
1947 · 
1948 · 
1949 · 
1950 · 1951 · 1952 · 
1953 · 
1954 · 
1955 · 
1956 · 
1957 · 
1958 · 
1959 · 
1960 · 
1961 · 1962 · 
1963 · 
1964 · 
1965 · 
1966 · 
1967 · 1968 · 
1969 · 
1970 · 
1971 · 
1972 · 
1973 · 
1974 · 
1975 · 
1976 · 
1977 · 
1978 · 
1979 · 
1980 · 
1981 · 
1982 · 
1983 · 
1984 · 
1985 · 
1986 · 
1987 · 
1988 · 
1989 · 
1990 · 
1991 · 
1992 · 
1993 · 
1994 · 
1995 · 
1996 · 
1997 · 
1998 · 
1999 · 
2000 · 
2001 · 
2002 · 
2003 · 
2004 · 
2005 · 
2006 · 
2007 · 
2008 · 
2009 · 
2010 · 
2011 · 
2012 · 
2013 · 
2014 · 
2015 · 
2016 · 
2017 ·
2018 ·
2019 ·
2020 ·
2021 ·
2022
Argentinië ·
Armenië ·
Australië ·
Bolivia · 
Brazilië ·
Bulgarije ·
Canada ·
Chili ·
Colombia ·
Costa Rica ·
Cuba ·
Denemarken ·
DDR ·
Duitsland ·
El Salvador ·
Engeland ·
Estland ·
Finland ·
Frankrijk ·
Griekenland ·
Guatemala ·
Haïti ·
Honduras ·
Ierland ·
Irak ·
Iran ·
Italië ·
Jamaica ·
Japan ·
Joegoslavië ·
Jordanië ·
Kaapverdië ·
Koeweit ·
Kroatië · 
Libanon ·
Mexico ·
Nederland ·
Nigeria ·
Noord-Macedonië ·
Oeganda ·
Oman ·
Panama ·
Paraguay ·
Peru ·
Polen ·
Portugal ·
Qatar ·
Roemenië ·
Saoedi-Arabië ·
Schotland ·
Senegal ·
Spanje ·
Trinidad en Tobago ·
Turkije · 
Uruguay ·
Venezuela ·
Verenigde Staten ·
Wit-Rusland ·
Zambia ·
Zuid-Afrika ·
Zuid-Korea ·
Zweden ·
Zwitserland
Costa Rica (2006) · 
Duitsland (2006) · 
Engeland (2006) · 
Frankrijk (2014) · 
Honduras (2014) · 
Nederland (2022) · 
Polen (2006) · 
Qatar (2022) · 
Zwitserland (2014)
CONMEBOL: Colombia · Ecuador

UEFA: Albanië · België · Bulgarije · Cyprus · Denemarken · West-Duitsland · Duitse Democratische Republiek · Engeland · Finland · Frankrijk · Griekenland · Hongarije · IJsland · Ierland · Italië · Joegoslavië · Luxemburg · Malta · Nederland · Noord-Ierland · Noorwegen · Oostenrijk · Polen · Portugal · Roemenië · Schotland ·  Sovjet-Unie ·  Spanje · Tsjecho-Slowakije · Turkije · Wales ·  Zweden · Zwitserland

CAF: Madagaskar AFC: Israël